# Acestrorhynchus nasutus
Acestrorhynchus nasutus är en fiskart som beskrevs av Eigenmann 1912. Acestrorhynchus nasutus ingår i släktet Acestrorhynchus och familjen Acestrorhynchidae. Inga underarter finns listade i Catalogue of Life.

## Bildgalleri

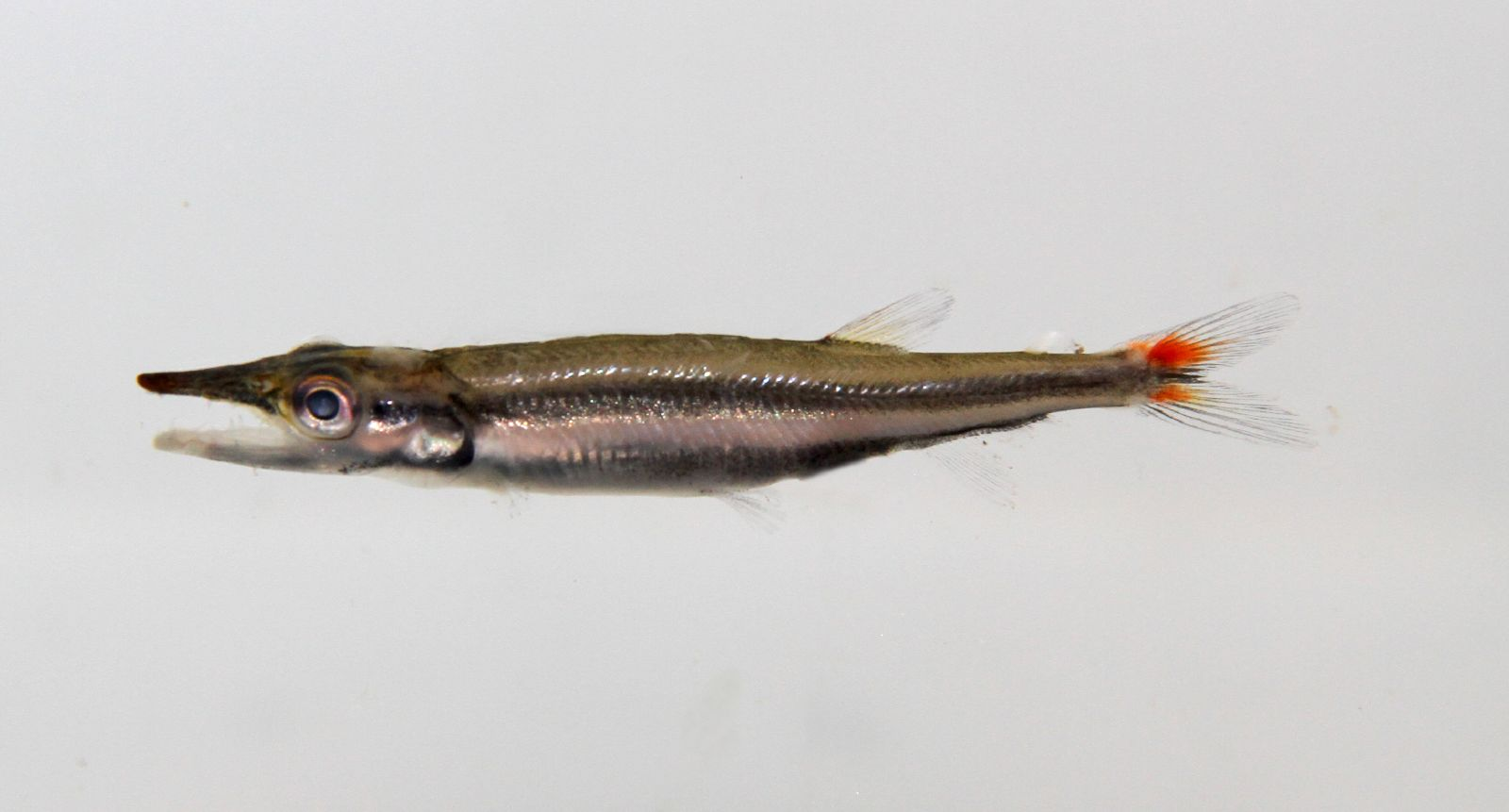